# Ader Éole

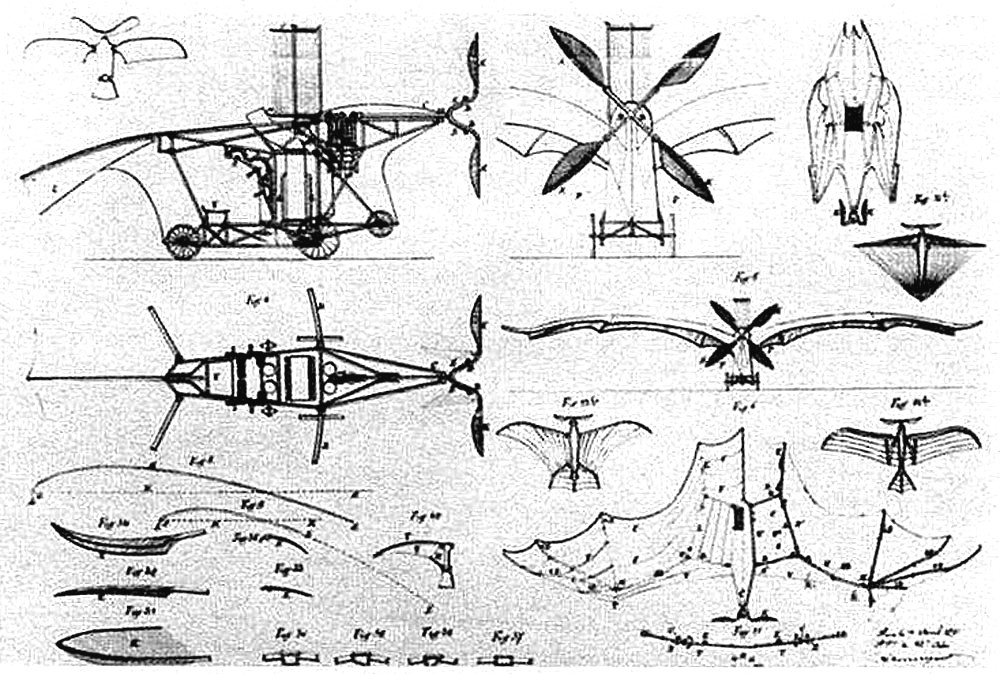
Patentzeichnungen der Ader Éole

Die Ader Éole war ein dampfbetriebenes Flugzeug, entwickelt und gebaut von dem französischen Luftfahrtpionier und Erfinder Clément Ader (1841–1925). Mit diesem Fluggerät gelang ihm am 9. Oktober 1890 in der Nähe von Armainvilliers der erste ungesteuerte motorisierte Flug der Geschichte. Er endete allerdings nach 50 Metern mit einer Bruchlandung. Die Flughöhe von knapp über zehn Zentimetern war zu gering, um als Flug anerkannt zu werden. Ader behauptete zwar später, die Éole im September 1891 erneut geflogen zu haben, diesmal auf eine Entfernung von 100 Metern, doch für diesen Flug gibt es keine Zeugen.

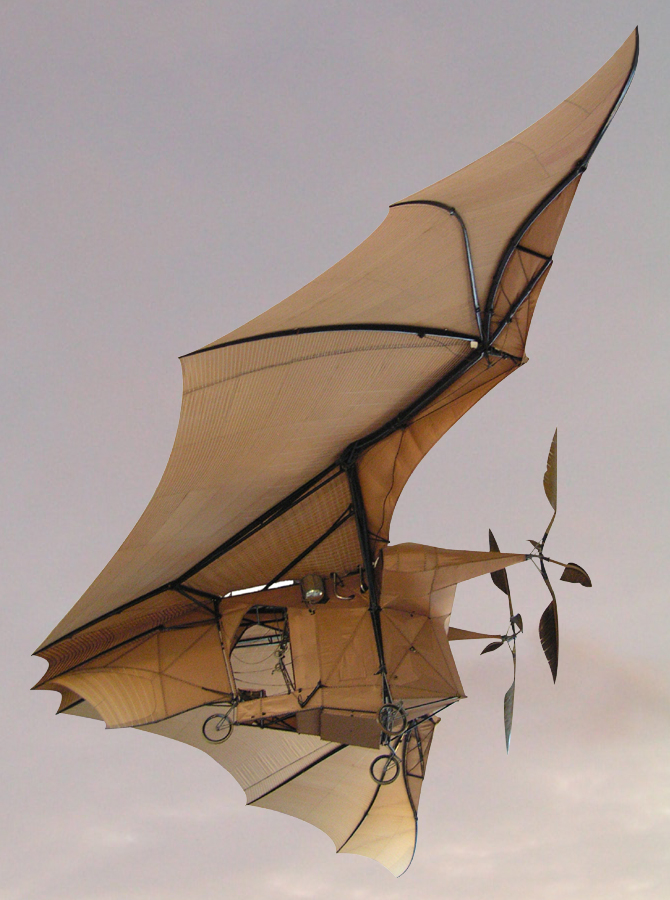
Éole III

## Technik
Das fledermausflügelige Flugzeug war ein freitragender Nurflügel-Eindecker, der von einer auf eine vierblättrige Luftschraube wirkenden 4-Zylinder-Dampfmaschine von 20 PS Leistung angetrieben wurde. Gesteuert wurde die Éole nicht mit Quer-, Höhen- oder Seitenruder, sondern durch Verwindung der Flügel und einer seitenruderartig nach hinten gezogenen, stoffbespannten Rumpfsektion. Es wies eine Reihe Unzulänglichkeiten auf. So konnte der Pilot nicht in die Flugrichtung sehen, weil sich sein Sitz hinter dem Dampfkessel befand. Auch war die gesamte Steuerung nicht praktikabel: Der Pilot musste zwei Pedale, sechs Kurbeln und die Steuerung des Motors bedienen.